# Акушнет-Сентер (Массачусетс)
Акушнет-Сентер (англ. Acushnet Center) — переписна місцевість (CDP) в США, в окрузі Бристоль штату Массачусетс. Населення — 3030 осіб (2020).

## Географія
Акушнет-Сентер розташований за координатами 41°41′6″ пн. ш. 70°54′24″ зх. д. / 41.68500° пн. ш. 70.90667° зх. д. (41.684996, -70.906686).  За даними Бюро перепису населення США в 2010 році переписна місцевість мала площу 3,71 км², з яких 3,66 км² — суходіл та 0,05 км² — водойми.

## Демографія
Згідно з переписом 2010 року, у переписній місцевості мешкали 3073 особи в 1241 домогосподарстві у складі 810 родин. Густота населення становила 828 осіб/км².  Було 1318 помешкань (355/км²).
Расовий склад населення:
| - 96,3 % — білих - 0,5 % — чорних або афроамериканців - 0,4 % — азіатів - 0,3 % — корінних американців |

До двох чи більше рас належало 1,7 %. Частка іспаномовних становила 1,1 % від усіх жителів.
За віковим діапазоном населення розподілялося таким чином: 20,0 % — особи молодші 18 років, 61,1 % — особи у віці 18—64 років, 18,9 % — особи у віці 65 років та старші. Медіана віку мешканця становила 42,4 року. На 100 осіб жіночої статі у переписній місцевості припадало 89,9 чоловіків;  на 100 жінок у віці від 18 років та старших — 89,4 чоловіків також старших 18 років.
Середній дохід на одне домашнє господарство  становив 64 505 доларів США (медіана — 53 897), а середній дохід на одну сім'ю — 71 452 долари (медіана — 53 343). За межею бідності перебувало 8,9 % осіб, у тому числі 1,5 % дітей у віці до 18 років та 12,4 % осіб у віці 65 років та старших.
Цивільне працевлаштоване населення становило 1402 особи. Основні галузі зайнятості: освіта, охорона здоров'я та соціальна допомога — 28,8 %, роздрібна торгівля — 21,3 %, будівництво — 12,1 %, виробництво — 8,1 %.